# DMarket
DMarket (creado en 2017) es un servicio de monetización de elementos de juegos, multiplataforma descentralizado que permite a los desarrolladores, jugadores y empresarios evaluar, comprar y vender contenido de juegos. La plataforma se basa en tecnología blockchain y contratos inteligentes.

## Historia
DMarket fue fundada en mayo de 2017 por Vlad Panchenko, propietario de compañías de distribución de juegos como Suntechsoft Corp Limited y World of Games Global Games, y Skins.Cash, el segundo mayor sitio de comercio de elementos virtuales. Otros cofundadores fueron Alexander Kokhanovsky, ex-CEO del equipo de deportes Natus Vincere, y Tamara Slanova.
La compañía recogió más de $19M en las dos rondas ICO (Initial coin offering) en agosto y noviembre de 2017.
Durante la primera colocación el soft cap inicial (el objetivo mínimo de captación de fondos) de $1M se alcanzó en los 17 primeros minutos.
Pantera Capital, un fondo híbrido de cobertura y riesgo basado en California focalizado en tecnología blockchain, y Denis Dovgopoliy, fundador del fondo de inversión GrowthUP, estuvieron entre los inversores de mayor implantación en DMarket.
La versión alfa de la plataforma DMarket fue lanzada en octubre de 2017. 
Una versión funcional que incorporaba la plataforma de distribución digital Steam y posibilitaba a los usuarios comprar, vender y coleccionar elementos de juegos populares Counter-Strike: Global Offensive y Dota 2 fue presentada en marzo de 2018.
En marzo de 2018 la compañía acordó con Unity Technologies desarrollar un kit de desarrollo SDK de Integración de DMarket.
También fue anfitrión de un blockchain y foro de discusión en la Game Developers Conference. 
En abril de 2018, la compañía liberó DMarket Blockchain Wallet en Android permitiendo a los usuarios
almacenar y manejar sus fondos, componentes del juego, y material digital coleccionable en el móvil. 
En junio de 2018, una aplicación iOS fue lanzada.  
En agosto de 2018, Dmarket presentó "DMarket Integration SDK" para juegos Unity.
En octubre de 2018, DMarket abrió oficina en Londres, Reino Unido. Fue la tercera base mundial de la compañía, además de la sede central en Santa Mónica (California), y una oficina en Kiev (Ucrania). 
A finales de octubre de 2018, DMarket anunció una colaboración estratégica con Xsolla, solución de pagos interna al juego. 
En noviembre de 2018, la plataforma DMarket, inicialmente disponible en inglés, fue localizada en ocho idiomas más: Alemán, Español, Ruso, Portugués, Francés, Polaco y Turco.

## Concepto
DMarket ofrece a los desarrolladores de videojuegos un modelo de monetización de componentes del juego basado en el comercio de elementos en-el-juego. 
Utilizando la plataforma y tecnología DMarket, los desarrolladores pueden vender elementos en-el-juego a los jugadores y facilitar su comercio entre ellos. Cada intercambio proporciona ingresos a los desarrolladores desde la comisión de comercio. La plataforma permite a los jugadores intercambiar sus activos virtuales en-el-juego por dinero real y entrecruce de juegos. 
Hay otros servicios similares en línea con el mismo concepto, como WAX y BitGuild.

## Cómo funciona la plataforma
Los usuarios de la plataforma DMarket se involucran en el comercio de activos digitales desde videojuegos conectados a la plataforma DMarket a través de la API DMarket o el software Valve de Steam software.
La plataforma se basa en la tecnología blockchain (el comercio de elementos en-el-juego se registra en blockchain de DMarket). 
Los desarrolladores pueden conectar sus juegos a la plataforma DMarket vía su API o el SDK disponible en el Almacén de Activos de Unity. Una vez que la integración se complete, los desarrolladores pueden hacer que los elementos del juego sean comerciables en DMarket. El comercio queda registrado en el blockchain de DMarket para asegurar la seguridad de las transacciones.
Cada minuto que un jugador pasa en un juego le trae nuevos activos de juego: un automóvil, una armadura , cristales u otros elementos virtuales. En DMarket, los jugadores pueden intercambiar, evaluar y vender a jugadores de todo el mundo activos de cualquier juego, independientemente de su plataforma. 
Las fichas (tokens) de DMarket son la única moneda utilizada en la plataforma de DMarket.  Los precios de las mercancías virtuales están configurados y regulados por los desarrolladores de juegos. Esto permite a los desarrolladores crear su propia economía de sus elementos virtuales. Todas las transacciones están ligadas a la bolsa de la plataforma de negociación.